# كارل بالمر
كارل بالمر (بالإنجليزية: Carl Palmer)‏ (مواليد 20 مارس 1950 في برمنغهام)، هو طبال وعازف ايقاع إنجليزي بدأ مسيرته الفنية عام 1964. يعتبر من أكثر الطبالين تأثيراً ونجاحاً خلال فترة الستينات.

## وصلات خارجية
- كارل بالمر على موقع IMDb (الإنجليزية)
- كارل بالمر على موقع الموسوعة البريطانية (الإنجليزية)
- كارل بالمر على موقع ميوزك برينز (الإنجليزية)
- كارل بالمر على موقع إن إن دي بي (الإنجليزية)
- كارل بالمر على موقع ديسكوغز (الإنجليزية)
- كارل بالمر على موقع قاعدة بيانات الفيلم (الإنجليزية)

- الموقع الرسمي